# From A to... Z
From A to... Z est un album de cool jazz des saxophonistes américains Al Cohn et Zoot Sims enregistré en 1956.
L'album résulte de trois sessions d'enregistrement tenues en sextet et en quintet les 23 et 24 janvier 1956.

## Historique

### Enregistrement
L'album est enregistré les 23 et 24 janvier 1956 au Webster Hall à New York,,.
Huit morceaux sont enregistrés les 23 et 24 janvier 1956 par un sextet comprenant, outre Alvin Gilbert Cohn et John Haley Sims, le trompettiste Dick Sherman, le pianiste Dave McKenna, le contrebassiste Milt Hinton et le batteur Osie Johnson,,,.
« Les autres morceaux de l'album ont été enregistrés en tandem avec ce qui, en 1956, était devenu la première section rythmique de New York : le pianiste Hank Jones, le bassiste Milt Hinton et le batteur Osie Johnson, trois musiciens qui ont accompli l'impossible en figurant parmi les premiers musiciens de studio afro-américains à connaître le succès dans la ville. Ensemble, ils ont participé à de nombreuses sessions d'enregistrement entre le milieu et la fin des années 1950, jouant pour des musiciens aussi divers que Ruby Braff et Phil Woods, et en jouant sur des légions d'albums plus commerciaux. Avec une telle expérience, Jones, Hinton et Johnson forment une équipe de rêve pour tout soliste ». Cette deuxième session d'enregistrement (en quintet) se tient le 24 janvier 1956,,.

### Publication et rééditions
L'album sort en 1957 en disque vinyle long play (LP) sur le label RCA Victor sous la référence LPM-1282,,,,.   
La notice originale du LP (original liner notes) est rédigée par John S. Wilson, un critique musical américain né en 1913 dans le New Jersey, qui a travaillé pendant quarante ans pour le quotidien américain The New York Times où il fut le premier critique à écrire régulièrement sur le jazz et la musique populaire.
L'album est réédité en disque vinyle LP en 1976, 1985 et 1992 par le label RCA.
Il est par ailleurs édité en CD à partir de 1987 par les labels RCA, Jazz Heritage, Bluebird, BMG et Cloud 9 Records,.
L'album ressort en 2015, augmenté de quatre morceaux supplémentaires, sous le titre From A to Z and Beyond sur le label Bluebird.

## Accueil critique
Dans la notice du LP originel, John S. Wilson souligne que « la distance entre A et Z (du moins entre le A et le Z mentionnés ici) est approximativement la distance entre votre index et les doigts du milieu de la main bien que, au début, cette distance couvrait tout le continent nord-américain ».
Le site AllMusic attribue 3 étoiles à l'album From A to... Z. Son critique musical Scott Yanow souligne que « Les ténors très complémentaires Al Cohn et Zoot Sims (dont les styles similaires leur ont souvent donné un son presque identique) ont fait équipe à de nombreuses reprises au fil des ans. Rejoints par Dave McKenna ou Hank Jones au piano, le bassiste Milt Hinton, le batteur Osie Johnson et (sur certaines sélections) le trompettiste oublié Dick Sherman, Al et Zoot évitent les morceaux évidents (Somebody Loves Me et East of the Sun sont les seuls standards) au profit de compositions originales swinguantes de Cohn, Sherman, Osie Johnson, Ralph Burns, Manny Albam, Ernie Wilkins et Milty Gold. Zoot a contribué à Tenor for Two Please, Jack, sa réponse à la chanson Dinner for One Please, James ».
Pour Simon Spillett, auteur en 2015 de la notice du CD de compilation Al Cohn & Zoot Sims - Two Funky People - 1952-61 « L'album s'inscrit parfaitement dans la politique du label, qui consiste à proposer un jazz de style atelier-studio, un modernisme musical qui contraste fortement avec les sons plus terre à terre des Hard Boppers de New York. From A to Z est un album en deux parties : les prestations du sextet ont un air parfois raccourci, avec autant d'accent sur la trompette de Dick Sherman que sur les deux saxophones. Sherman n'était en aucun cas un musicien désagréable - son style lyrique et doux se situe parfaitement une lignée de trompettistes new-yorkais de l'époque, oubliés de tous, dont Don Ferrara, Phil Sunkel, Don Joseph, Tony Fruscella, Nick Travis, Jerry Lloyd et Jon Eardley - mais sa présence écourte naturellement le temps de jeu alloué aux co-leaders. Somebody Loves Me livre en un peu moins de 3 minutes un résumé parfait des idéaux de ses leaders, rappelant que Cohn et Sims étaient tous deux des produits de l'époque des 78 tours, où l'on conseillait aux improvisateurs de jazz de faire court et d'être rapides ».

## Liste des morceaux
L'album originel comprend douze morceaux, dont deux composés par Al Cohn (My Blues, From A To Z), un par Zoot Sims (Tenor For Two Please, Jack) et un par le trompettiste Dick Sherman (Sherm's Terms).
Les titres enregistrés en quintet le 24 janvier 1956 sont les titres 7, 10, 11 et 12: Somebody Loves Me, From A To Z, East Of The Sun (And West Of The Moon) et Tenor For Two Please, Jack,.
| No  | Titre                                  | Auteur                                              | Durée |
| --- | -------------------------------------- | --------------------------------------------------- | ----- |
| 1.  | Mediolistic                            | Osie Johnson                                        | 3:29  |
| 2.  | Crimea River                           | Ralph Burns                                         | 3:08  |
| 3.  | A New Moan                             | Manny Albam                                         | 3:52  |
| 4.  | A Moment's Notice                      | Ernie Wilkins                                       | 3:19  |
| 5.  | My Blues                               | Al Cohn                                             | 3:14  |
| 6.  | Sandy's Swing                          | Milty Gold                                          | 3:23  |
| 7.  | Somebody Loves Me                      | Buddy DeSylva / Ballard MacDonald / George Gershwin | 2:51  |
| 8.  | More Bread                             | Ernie Wilkins                                       | 3:05  |
| 9.  | Sherm's Terms                          | Dick Sherman                                        | 2:57  |
| 10. | From A To Z                            | Al Cohn                                             | 2:57  |
| 11. | East Of The Sun (And West Of The Moon) | Brooks Bowman                                       | 4:19  |
| 12. | Tenor For Two Please, Jack             | Zoot Sims                                           | 4:25  |

## Musiciens
Sextet (23 et 24 janvier 1956)
- Al Cohn : saxophone ténor
- Zoot Sims : saxophone ténor
- Dick Sherman : trompette
- Dave McKenna : piano
- Milt Hinton : contrebasse
- Osie Johnson : batterie

Quintet (24 janvier 1956)
- Al Cohn : saxophone ténor
- Zoot Sims : saxophone ténor
- Hank Jones : piano
- Milt Hinton : contrebasse
- Osie Johnson : batterie